# Ocronosi
L'ocronosi è una patologia metabolica rara dovuta all'alterazione del catabolismo della tirosina e della fenilalanina per carenza dell'enzima omogentisin-ossidasi, lo stesso coinvolto nella patogenesi dell'alcaptonuria.

## Descrizione
L'ocronosi si manifesta con una pigmentazione grigio-nerastra localizzata a livello dei tessuti connettivi, specialmente alle pareti delle arterie, alle cartilagini, ai tendini, alla sclera e alla cute.
La colorazione avviene perché l'acido omogentisico, non catabolizzato, depositandosi nei tessuti, si ossida.